# Tagescharaktere im römischen Kalender
Der römische Kalender weist jedem Tag einen Tagescharakter zu, der die erlaubten oder verbotenen Aktivitäten insbesondere der Magistraten bestimmte und einen religiösen Charakter hatte. Zuständig für die Führung des Kalenders war der Pontifex minor.

## C = dies comitialis
An den mit C gekennzeichneten Tagen durfte sich das Volk in einer von einem Magistrat einberufenen Versammlung treffen, was an anderen Tagen nicht erlaubt war. Sollte es dennoch notwendig sein, mussten durch aufwendige Sühneopfer die Götter wieder beruhigt werden. C-Tage konnten daher auch auf Fas-Tage fallen. So sind durchaus auch Senatsbeschlüsse (senatus consulta) an dies comitialis bekannt. Fiel ein beweglicher Feiertag auf einen Tag mit dem Charakter C, überlagerte er allerdings dieses Verbot.

## F = dies fastus
An den Fas-Tagen (dies fastus) konnte der Prätor Recht sprechen und neue Fälle annehmen. Der Numanische Kalender kannte 42 dieser Gerichtstage. Die Fälle mussten an einem Tag, also zwischen Sonnenauf- und -untergang, entschieden werden. Niedrigere Ämter waren nicht an diese Regelung gebunden.

## N = dies nefastus
An Nefas-Tagen (dies nefastus) konnten im Gegensatz zu den Fas-Tagen keine Rechtsvorfälle an den Prätor eingereicht werden. Verhandlungen für laufende und schon eingereichte Verfahren waren von der Nefas-Regelung nicht betroffen.

## NP = dies nefas piaculum
An den 49 Tagen mit dem Kürzel NP wurden religiöse Handlungen vorgenommen. Von manchen werden sie als öffentlich festgesetzte, dem gesamten Volk gemeinsame Feiertage interpretiert.

## EN = dies Endoitio Exitio Nefas
Die dies Endoitio Exitio Nefas stellten zerteilte Tage dar. Sie hatten morgens und abends den Charakter von dies nefas, das heißt, Opfer konnten vorgenommen werden, dazwischen jedoch galten sie als fasti. Es gab 11 Tage dieses Charakters.

## FP
FP kann heute nicht mehr völlig interpretiert werden. Manche gehen ebenfalls, wie bei den dies endotercisus, von geteilten Tagen aus und interpretieren FP als fastus principio, also Tage, die zu Beginn fastus sind.